# Sesselich
Sesselich (prononcé [zεs.liʃ], Siesselech en luxembourgeois) est un village de la ville belge d'Arlon située en province de Luxembourg et Région wallonne.
Il se trouve à 4 km au sud du centre-ville d'Arlon et directement au sud de l'autoroute /E 411/E 25.

## Géographie
Le village est traversé par le ruisseau de Flodenbourg prenant source au nord de celui-ci et apportant une partie des eaux de formation de la Messancy.
Le centre historique du village, visible sur la carte de Ferraris, constitue la partie sud du village actuel. Les alentours de la rue principale (rue d'Arlon) qui joint le centre historique au pont de l'autoroute ont été urbanisés.

## Histoire
Avant la fusion des communes de 1977, Sesselich faisait partie de la commune de Wolkrange (aujourd'hui commune de Messancy).

## Patrimoine

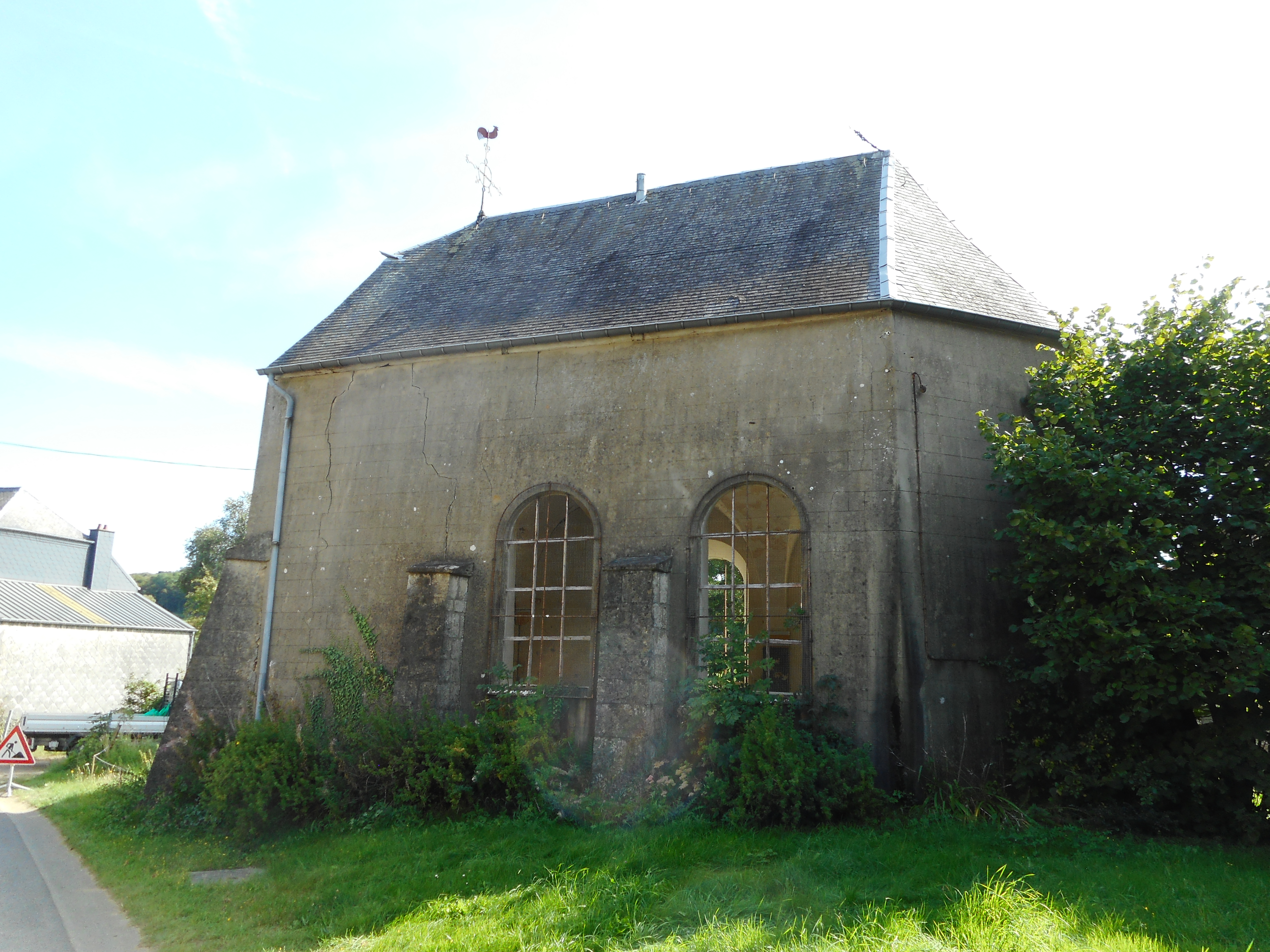
La chapelle Saint-Rombaut, en cours de délabrement.

- La chapelle Saint-Rombaut, située dans le centre historique[1] ;
- Un abreuvoir, situé dans le centre historique ;
- La chapelle de chemin Saint-Antoine, située à l'entrée nord du village ;
- Un four domestique retrouvé lors des fouilles d'une villa romaine en 1969-1970, maintenant exposé au musée archéologique d'Arlon[2] ;
- Les vestiges d'un abri de la ligne Devèze subsistant au sud du village.

## Démographie
Sesselich compte 207 habitants au 31 décembre 2012.

## Vie associative
L'Amicale de Sesselich organise quatre manifestations annuelles.